# Tractat angloafganès del 1905
El Tractat anglo-afganès del 1905 fou un conveni signat el 1905 entre la Gran Bretanya i Afganistan que posava els afers exteriors afganesos en mans dels britànics. A la mort de Abd al-Rahman Khan l'octubre de 1901 el seu fill Habibullah volia continuar amb els llaços de protecció dels britànics establerts el 1880, i la subvenció que rebia (que s'havia incrementat el 1893). El 12 de desembre de 1904 fou enviat a Kabul, Louis Dane, secretari d'afers exteriors de l'Índia Britànica, per negociar nous termes de l'acord i finalment es va arribar a un acord que confirmava els antics acords però els convertia en un tractat entre dos estats; els subsidis eren renovats.